# Akulliq
Circonscription électorale territoriale du Canada
Akulliq est une circonscription électorale territoriale canadienne de l'Assemblée législative du Nunavut.
La circonscription correspond à la communauté de Kugaaruk et de Naujaat. 
Tous les candidats sont indépendants étant donné qu'il n'y a aucun parti politique à l'Assemblée législative du Nunavut.

## Résultats des élections
Légende : La couleur grise signifie que les candidats sont indépendants.
| Élections générales du Nunavut de 1999 |                             |       |         |
|                                        | Nom                         | Votes | %       |
|                                        | Ovide Alakannuark           | 219   | 53,03 % |
|                                        | Steve Mapsalak              | 194   | 46,97 % |
| Total des bulletins valides            | Total des bulletins valides | 413   | 100 %   |

| Élections générales du Nunavut de 2004 |                             |       |         |
|                                        | Nom                         | Votes | %       |
|                                        | Steve Mapsalak              | 161   | 34,04 % |
|                                        | Roland Tungilik             | 96    | 20,30 % |
|                                        | John Ningark                | 87    | 18,39 % |
|                                        | Joani Kringayark            | 67    | 14,17 % |
|                                        | George Bohlender            | 62    | 13,10 % |
| Total des bulletins valides            | Total des bulletins valides | 473   | 100 %   |

| Élections générales du Nunavut de 2008, le 15 décembre 2008 |                             |       |         |
|                                                             | Nom                         | Votes | %       |
|                                                             | Steve Mapsalak              | 157   | 33,91 % |
|                                                             | John Ningark                | 157   | 33,91 % |
|                                                             | Helena Malliki              | 111   | 23,97 % |
|                                                             | Marius Tungilik             | 38    | 8,33 %  |
| Total des bulletins valides                                 | Total des bulletins valides | 463   | 100 %   |

| Élection partielle du 2 mars 2009 |                     |       |         |
|                                   | Nom                 | Votes | %       |
|                                   | John Ningark        | 193   | 37.04 % |
|                                   | Steve Mapsalak      | 179   | 34.36 % |
|                                   | Ovide Alakannuark   | 83    | 15.93%  |
|                                   | Helena Malliki      | 66    | 12.67%  |
| Total Valid Ballots               | Total Valid Ballots | 521   | 100%    |

## Annexe